# الکسا کنیریم
الکسا کنیریم (انگلیسی: Alexa Knierim؛ زادهٔ ۱۰ ژوئن ۱۹۹۱) اسکیت‌باز نمایشی اهل ایالات متحده آمریکا است.